# Jean-Louis Martin (scientifique)
Pour les articles homonymes, voir Martin et Jean-Louis Martin.
Jean-Louis Martin, né le 12 février 1952, est un biologiste français.

## Biographie
Après l'obtention du diplôme d'ingénieur de l'ENSEA en 1975, Jean-Louis Martin obtient un DEA en physiologie cardio-circulatoire (1976, Paris XI) et un DERBH (1977, Paris-VII). En 1975, il est nommé attaché-assistant à la Faculté de médecine (Paris-VII). Il développe une activité de recherche au sein du laboratoire du professeur M. Duvelleroy (Faculté de médecine Lariboisière-Saint-Louis) sur les mécanismes d'oxygénation du myocarde.
En 1976 il effectue un séjour dans le laboratoire du professeur M. B Laver au Massachusetts General Hospital (Harvard Medical School) où il travaille sur l'influence d'effecteur allostérique de l'hémoglobine sur l'oxygénation du myocarde. Il intègre l'Institut national de la santé et de la recherche médicale INSERM comme stagiaire de recherche puis attaché de recherche en 1979, année où il soutient sa thèse de docteur-ingénieur en biologie à l'université Paris XI.
Parallèlement à son travail de thèse, il développe dès 1978 à l'École polytechnique, au Laboratoire d'optique appliquée, une activité sur les lasers à impulsions ultra-brèves (picoseconde et femtoseconde) et leur application en tomoscopie et en spectroscopie ultra-rapide des hémoprotéines. Il est nommé chargé de recherche en 1982. Il obtient le doctorat d'État en sciences en 1983 pour ses travaux sur la spectroscopie femtoseconde.
En 1983-1985, il effectue un séjour à l'université de Californie à San Diego (UCSD) (prof K. Wilson) et à l'université Harvard (Chemistry Department, prof. Martin Karplus) où il travaille dans le domaine de la simulation de la dynamique moléculaire des macromolécules sur super-calculateur.
En 1987 il est nommé directeur de recherches et l'année suivante maître de conférences en biologie à l'École polytechnique. En 1996, il est nommé directeur de l'unité 451 de l'INSERM et devient professeur de biologie à l'École polytechnique en 1998. En 2001, il crée le Laboratoire d'optique et biosciences de l'École polytechnique (UMR 7645 du CNRS et U 696 de l'INSERM). En 2003, il est nommé président du Conseil scientifique de l'INSERM. En 2006, il prend la direction générale de l'Institut d'Optique Graduate School.
Les travaux de recherche de Jean-Louis Martin concernent principalement l'étude de la dynamique ultra rapide des réactions biologiques grâce à l'emploi de lasers impulsionnels.

## Distinctions
- Prix E. B Wilson de l'université Harvard (1986)
- Nommé Pittsburg University Lecturer (1997)
- Grand prix scientifique Louis D. de l'Institut de France, conjointement avec Manuel Joffre (2006)
- Chevalier de la Légion d'honneur
- Officier de l'ordre national du Mérite